# Blackshear
Blackshear è una città degli Stati Uniti d'America, situata in Georgia, nella Contea di Pierce, della quale è il capoluogo.